# Diana Quijano
Diana Quijano Valdivieso (Lima, 12 de abril de 1962) es una actriz, modelo, directora y guionista peruana.

## Biografía
Diana Quijano inició su carrera como modelo de pasarela a los 16 años, para luego participar en campañas publicitarias como Pepsi, Un Verano Kodak, Johnson's, etc.
En 1982 hizo su debut oficial en televisión al participar como modelo y presentadora del programa concurso El cielo es el límite de Panamericana Televisión conducido por el popular animador de entonces Ricardo Belmont. Más tarde inició su carrera como actriz en diversas series producidas por Panamericana como La pensión, Matrimonios y algo más, donde realizó papeles pequeños como comediante, después la llamaron como actriz invitada para la teleserie Gamboa, donde interpretó un caso controversial sacado de los archivos de la policía de investigaciones de Perú. Y cuando actuó en Gamboa, fue la única detective femenina de la serie.
Después de hacer varias obras teatrales con la compañía "Acero Inoxidable" y "El Grupo UNO" y algunas películas, en 1993 viajó a Miami y empezó a trabajar en telenovelas como: Guadalupe de Telemundo y Morelia de Televisa. En el 1995 participó en la telenovela portorriqueña Al son del amor para WAPA TV.
Regresó a Miami en 2000 para participar en: La revancha, Secreto de amor, Gata salvaje (2002) para Fono Video y su gran éxito internacional lo obtuvo en 2004 con su personaje de la malvada Lulú (Lucero Ríobueno) en la telenovela de Telemundo, Prisionera.
A mediados de 2007 viajó a Colombia a grabar con la productora RTI para Telemundo la telenovela Sin vergüenza Luego a fines de 2008 y comienzos del 2009 grabó Victoria, interpretando a Camila Matiz. Luego continuó en 2010 con Bella Calamidades también para Telemundo, interpretando a Regina Viuda de Galeano. Hizo también con la productora Teleset para MTV Latinoamérica, la serie Niñas mal interpretando a "Maca", Hilda Macarena de la Fuente. 
En 2011 nuevamente con RTI para Telemundo participó en Los herederos del Monte en junio del mismo año viaja a Lima a formar parte del elenco de Carmín, El Musical interpretando a La Tía Claudia Mechelli en el Teatro Marsano con una temporada de dos meses muy exitosa.
Tras vivir casi cuatro años en Bogotá, en 2012 regresa a Miami, donde es invitada a participar en dos montajes teatrales: Ocho mujeres, bajo la dirección de Manuel Mendoza, y Un tranvía llamado Deseo de Tennessee Williams (adaptación de Raquel Carrió), con Lilliam Vega en la dirección del grupo El Ingenio Teatro. 
En julio, Quijano vuelve a interpretar a "Maca" en la segunda temporada de Niñas mal en 2013 con la gente de Argos también para MTV. En agosto del mismo año se suma al elenco de Dama y obrero (Telemundo-Miami) haciendo un personaje totalmente sumiso, Gina Pérez, contrario a los que ha venido desarrollando en su carrera hasta el momento, quedando contentos todos con el resultado.
En enero de 2014 la invitan a participar en lo mejor del Microteatro-Miami con el monólogo Qué depresión posparto ni qué carajo, escrito por Betsabé Capriles.
En agosto de 2015 participa en la exitosa obra de Microteatro-Lima ¿Te comió la lengua el ratón? escrita por Federico Abrill y Jimena Del Sante con dirección de Jimena Del Sante y coprotagonismo de Katerina D'Onofrio.
Su próxima película será "La Noche de la Venganza", que será su debut como directora y guionista junto a su amigo Alberto Durant, aunque esta sigue en preproducción y sin fecha de inicio de rodaje.

## Trayectoria

### Televisión
- Un día para vivir Ciudad de México - México (TV Azteca / 2023) como Micaela[1]
- Al fondo hay sitio  Lima - Perú (América Televisión / 2023) como Eva
- Rutas de la vida México DF - México (TV Azteca / 2022) como Vanesa
- Parientes a la fuerza Los Ángeles - USA (Telemundo / 2021-2022) como Michelle Bonnet (Participación Estelar)
- Lo que la gente cuenta Ciudad de México - México (TV Azteca / 2021) como Margarita
- Un día para vivir Ciudad de México - México (TV Azteca / 2021) como Teresa
- La hija pródiga México DF - México (TV Azteca / 2017-2018) como Matilde Salamanca
- Nuestra historia  Lima - Perú (TV Perú / 2015-2016) como Ivette
- De Millonario a Mendigo  Lima - Perú (Latina Televisión / 2015) como Diana del Carpio
- Tierra de reyes  Miami - USA (Telemundo / 2014-2015) como Beatriz Alcázar de la Fuente (Actuación Especial)
- Dama y obrero  Miami - USA (Telemundo / 2013) como Gina Pérez (Participación Estelar)
- Niñas mal 2  México DF - México (MTV Latinoamérica / 2013) como Maca
- Historias clasificadas Bogotá - Colombia (RCN Televisión) / Ep: El novio de mi hija[2]
- La prepago  Bogotá - Colombia  (RCN Televisión / 2012) como Lia Rochel
- Los herederos del Monte  Bogotá - Colombia (RTI y Telemundo / 2011) como Sofía Cañadas (Participación Estelar)
- Niñas mal  Bogotá - Colombia (MTV Latinoamérica / 2010) como Maca
- Bella Calamidades  Bogotá - Colombia (Telemundo / 2009-2010) como Regina Viuda Galeano (Participación Estelar)
- Victoria  Bogotá - Colombia (Telemundo / 2007-2008) como Camila Matiz (Participación Estelar)
- Sin vergüenza  Bogotá - Colombia (Telemundo / 2007) como Memé del Solar
- Prisionera  Miami - USA (Telemundo / 2004) como Lucero "Lulú" de Ríobueno (Villana Principal)
- Gata salvaje  Miami -USA (Venevisión / 2002) como Sonia (Reparto)
- Secreto de amor  Miami - USA (Venevisión / 2001) como Isolda García
- La revancha  Miami - USA (Venevisión / 2000) como Lucía Arciniegas
- Al son del amor  Puerto Rico - USA (WAPA-TV / 1995) como Jenny
- Morelia  Miami y México (Televisa / 1995) como Alexa Ramírez "La Gata"
- Guadalupe  Miami - USA (Telemundo / 1993-1994) como drogadicta
- Mala mujer  Lima - Perú (Frecuencia Latina / 1991) como Silvia Rivasplata
- El hombre que debe morir  Lima - Perú (Panamericana TV / 1989) como Esther Keller
- No hay por qué llorar  Lima - Perú (América TV / 1985) como secretaria
- Gamboa  Lima - Perú (Panamericana TV / 1983-1987) como detective
- El cielo es el límite  Lima - Perú (Panamericana Televisión / 1981-1982) Programa en vivo, como Modelo.

### Teatro
- Vania y Sonia y Masha y Spike (2016) Comedia de Christopher Durang, dirigida por David Carrillo, como Masha.
- ¿Te comió la lengua el ratón? (2015)  Microteatro de Federico Abril, dirigida por Jimena del Sante, como Morgana.
- TR3S (2014) Comedia de Juan Carlos Rubio, dirigida por Leandro Fernández, como Rocío Moreno.
- Que depresión post parto ni qué carajo (2014) Monólogo de Betsabé Capriles, dirigida por Liliam Vega
- Un tranvía llamado Deseo (2013) Drama de Tennessee Williams, dirigida por Liliam Vega, como Blanche Dubois.
- Ocho mujeres (2012) Comedia de Robert Thomas, dirigida por Manuel Mendoza, como Pierrette.
- Carmín, el musical (2011) Teatro Musical, de Gonzalo Rodríguez Risco, dirigida por Joaquín Vargas, como Claudia Menchelli.
- La Lechuga (2002-2003) Comedia Negra, de César Sierra, dirigida por Mascos Casanova, como Virginia.
- El tío Mauricio (2001) Comedia Negra, como bailarina.
- Daniela Frank, libreto para una función clandestina' (1993) Monólogo  De Alonso Alegría, dirigida por Alonso Alegría, como Daniela.
- Pataclaun en la ciudad Clowns (1992), Creación colectiva dirigida por Julie Natters, como Muda.
- Crónicas Imakinarias Teatro Danza (1991)  De Grupo UNO, como Coreógrafa/Bailarina.
- Catherine et l'armoire Teatro de Movimiento (1991)   De Theatre du Mouvement de París, dirigida por Catherine Dubois, como Mutante Femenino.
- Sexus Teatro Danza (1989), de José Enrique Mavila, dirigida por Josse Enrique Mavila, como bailarina.
- Bolívar Teatro Danza (1988), de José Enrique Mavila, dirigida por José Enrique Mavila, como "Manuelita Sáenz".
- Acero Inoxidable Teatro Danza (1987), de José Enrique Mavila, dirigida por José Enrique Mavila, como Bailarina.
- Nina de ningunos ojos (1985) Creación Colectiva, dirigida por Luis Peñaherrera, como "La niña".

### Cine
- La Noche de la Verdad (en preproducción), como codirectora y coguionista junto a Alberto Durant.
- El Intercambio (2014) Teaser como Olga Smith
- South Beach Dreams (2006) Largometraje, como Felicia Torres Dirigida por Errol Falcon
- Zona de Miedo (2006) Documental Skylight Productions, dirigido por Pamela Yates
- Los Díaz de Doris (1999) como Amneris López Dirigida por Abdiel Coldberg
- Cotidiano (1993) como la mujer Cortometraje  Dirigida por Marité Ugaz
- Fire in the Amazon (1991) Journalist Largometraje  Iguana Productions
- Furias (1991) como La Amante Cortometraje Dirigida por Rosemary Álvarez
- Raquel (1991) como Raquel Cortometraje Dirigida por Roberto Bonilla
- Se sienten pasos (1991) como Ladrona Cortometraje Dirigida por Nelson Díaz.
- Welcome to Oblivium (1990) como Radio (Largometraje) Dirigida por Augusto Tamayo San Román.
- La Manzanita del Diablo (1989) como La Gata (Largometraje)  Dirigida por Federico García.
- Crime Zone (1989) como Mujer Policía (Largometraje) Dirigida por Luis Llosa Urquidi.
- Profesión Detective (1986) como Mujer Policía (Largometraje) Dirigida por José Carlos Huayhuaca.

### Modelaje
- Pasarela para diferentes diseñadores de Lima entre (1978-1981)

### Comerciales
- "Cheese Whiz
- "Money Line"
- "Publix" campana de Navidad en 1993-95
- "Toyota"
- "Florida Pre Paid College"
- "Un Bebe Jhonson's"
- "La Chica del Verano Kodak"
- "Pepsi".